# Duitsland op het Eurovisiesongfestival 2008
Duitsland deed mee aan het Eurovisiesongfestival 2008 in Belgrado. Het was de 52ste deelname van het land op het Eurovisiesongfestival. De NDR was verantwoordelijk voor de Duitse bijdrage voor de editie van 2008.

## Selectieprocedure
Die deutsche Vorentscheidung zum Eurovision Song Contest 2008 vond plaats op 6 maart 2008 in het Deutschen Schauspielhaus in Hamburg. De show werd gepresenteerd door Thomas Hermanns.
De show werd verspreid over twee rondes. In de eerste ronde deden 5 artiesten mee.
Aan de tweede ronde deden twee artiesten mee, dat waren de twee artiesten die de meeste stemmen in de eerste ronde hadden gehad. Winnaar van de show werd uiteindelijk de groep No Angels met hun lied Disappear.
De show werd door 3,5 miljoen mensen bekeken.

### Eerste ronde
| Startnr. | Artiest              | Lied             |
| -------- | -------------------- | ---------------- |
| 1        | Marquess             | La Histeria      |
| 2        | Tommy Reeve          | Just One Woman   |
| 3        | Cinema Bizarre       | Forever Or Never |
| 4        | Carolin Fortenbacher | Hinterm Ozean    |
| 5        | No Angels            | Disappear        |

### Tweede ronde
| Artiest              | Lied          |
| -------------------- | ------------- |
| No Angels            | Disappear     |
| Carolin Fortenbacher | Hinterm Ozean |

## In Belgrado
In de finale van het Eurovisiesongfestival 2008 gehouden in Belgrado ontvingen de No Angels 14 punten. Daarmee kwam de groep op de laatste plaats.
Nederland en België hadden geen punten over voor deze inzending.

### Gekregen punten
| 12 punten   | 10 punten | 8 punten | 7 punten      | 6 punten |
| ----------- | --------- | -------- | ------------- | -------- |
| - Bulgarije |           |          |               |          |
| 5 punten    | 4 punten  | 3 punten | 2 punten      | 1 punt   |
|             |           |          | - Zwitserland |          |

### Gegeven punten

#### Halve Finale 1
Punten gegeven in de halve finale:
| 12 punten | Griekenland           |
| 10 punten | Armenië               |
| 8 punten  | Azerbeidzjan          |
| 7 punten  | Bosnië en Herzegovina |
| 6 punten  | Rusland               |
| 5 punten  | Polen                 |
| 4 punten  | Israël                |
| 3 punten  | Roemenië              |
| 2 punten  | Finland               |
| 1 punt    | Noorwegen             |

#### Finale
Punten gegeven in de finale:
| 12 punten | Griekenland           |
| 10 punten | Turkije               |
| 8 punten  | Servië                |
| 7 punten  | Rusland               |
| 6 punten  | Armenië               |
| 5 punten  | Bosnië en Herzegovina |
| 4 punten  | Portugal              |
| 3 punten  | Israël                |
| 2 punten  | Kroatië               |
| 1 punt    | Azerbeidzjan          |

1956 · 1957 · 1958 · 1959 · 1960 · 1961 · 1962 · 1963 · 1964 · 1965 · 1966 · 1967 · 1968 · 1969 · 1970 · 1971 · 1972 · 1973 · 1974 · 1975 · 1976 · 1977 · 1978 · 1979 · 1980 · 1981 · 1982 · 1983 · 1984 · 1985 · 1986 · 1987 · 1988 · 1989 · 1990 · 1991 · 1992 · 1993 · 1994 · 1995 · 1996 · 1997 · 1998 · 1999 · 2000 · 2001 · 2002 · 2003 · 2004 · 2005 · 2006 · 2007 · 2008 · 2009 · 2010 · 2011 · 2012 · 2013 · 2014 · 2015 · 2016 · 2017 · 2018 · 2019 · 2020 · 2021 · 2022 · 2023 · 2024 · 2025